# صومعه قدیس یوحنای دیلمی
صومعه قدیس یوحنای دیلمی (ܕܝܪܐ ܢܩܘܪܬܝܐ) یک صومعه سریانی واقع در ۳ کیلومتری بغدیدا در شمال عراق است.
به‌طور سنتی تأسیس این صومعه منتسب به مار یوحنای دیلمی است که در قرن هفتم فعال بود و بر اساس یک افسانه تاریخی بانی گرویدن مردم آن از کلیسای نسطوری به کلیسای ارتدکس سریانی بود. این صومعه هم‌اکنون در سیطره دولت اسلامی عراق و شام است.